# Chrysothemis friedrichsthaliana
Chrysothemis friedrichsthaliana är en tvåhjärtbladig växtart som först beskrevs av Johannes von Hanstein, och fick sitt nu gällande namn av Harold Emery Moore. Chrysothemis friedrichsthaliana ingår i släktet Chrysothemis och familjen Gesneriaceae. Inga underarter finns listade i Catalogue of Life.

## Bildgalleri

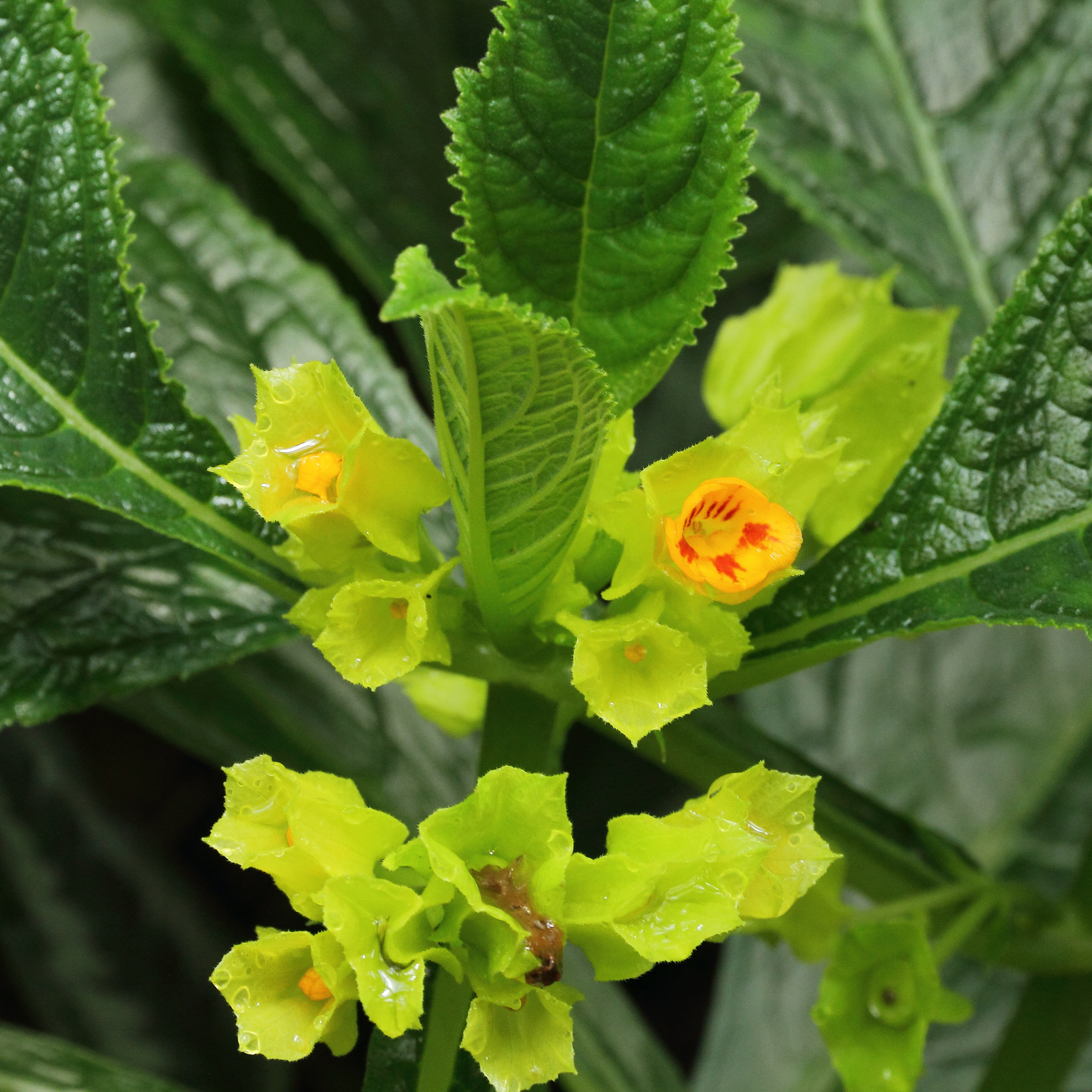